# Hagana (zelfverdediging)
Haganah is een zelfverdedigingsmethode die in de VS werd ontwikkeld door de Israëliër Mike Lee Kanarek uit Florida. Het moderne Haganahsysteem werd ontwikkeld op basis van Kanareks ervaringen in het Krav Maga en het Hisardut.